# جبل حرفة
جبل حرفة هو صخرة صماء تحيط بها الغابات من جميع الاتجاهات يقع جنوب السعودية ويقع تحديداً في مركز بني عمرو شمال محافظة النماص التابعة لمنطقة عسير ويبلغ ارتفاعها عن الارض 2491 متر ويجاوره من الجهة الشمالية الغربية جبل أصغر منه حجما يسمى الثدي لأنه على شكل ثدي.